# Vatra (organizzazione)
Vatra (letteralmente "Il Cuore"), per esteso Vatra - Federazione Pan-Albanese d'America (in albanese Federata Panshqiptare Vatra; in inglese The Hearth - The Pan-Albanian Federation of America), è un'organizzazione non a scopo di lucro statunitense fondata nel 1912 a Boston per riunire le varie organizzazioni sorte per tutelare i diritti degli albanoamericani. Tra le sue maggiori attività si annovera la pubblicazione del quotidiano Dielli, considerato il più antico periodico in lingua albanese ancora in attività.

## Storia
Il primo incontro per discutere della fondazione di una federazione unitaria delle organizzazioni di albanesi negli Stati Uniti d'America si tenne il 24 dicembre 1911 alla Rathbone Hall di Boston con l'obiettivo di unire nella nuova federazione: Besa-Besën, Flamuri i Krujës, Kombëtare e Dallëndyshja. Tra i suoi maggiori promotori vi furono Fan Stilian Noli, Kristo Kirka, Faik Konica e Kristo Floqi. L'atto di fondazione risale al 28 aprile 1912 e l'organizzazione è stata ufficialmente riconosciuta dal Commonwealth del Massachusetts il 13 giugno successivo.
Sin dalla sua fondazione la federazione ha proseguito la pubblicazione del quotidiano Dielli, ereditato da Besa-Besën, portando avanti tra il 1918 e il 1919 la pubblicazione del mensile The Adriatic Review.
Nel contesto della prima guerra mondiale, Vatra si è spesso considerata come una sorta di "governo albanese in esilio" e soprattutto in occasione della conferenza di pace di Parigi si è spesa nella difesa dei diritti della nazione albanese, facendo lobbying soprattutto nella delegazione statunitense guidata dal Presidente Thomas Woodrow Wilson e col Regno d'Italia, e raccogliendo fondi per finanziare le proprie delegazioni.